# 雲英岩
云英岩是一种变质岩，主要是由酸性侵入岩在高温气化热液交代作用下而形成的岩石，主要由石英和白云母组成，其中石英含量大于50%，云母含量小于40%，此外尚有黄玉、电气石、萤石、绿柱石等以及一些金属矿物。
云英岩主要发育在花岗岩体的顶部或边缘，常伴生大量的稀有金属矿物，包括钨、锡、铋、钼、砷、铍、铌、钽等。

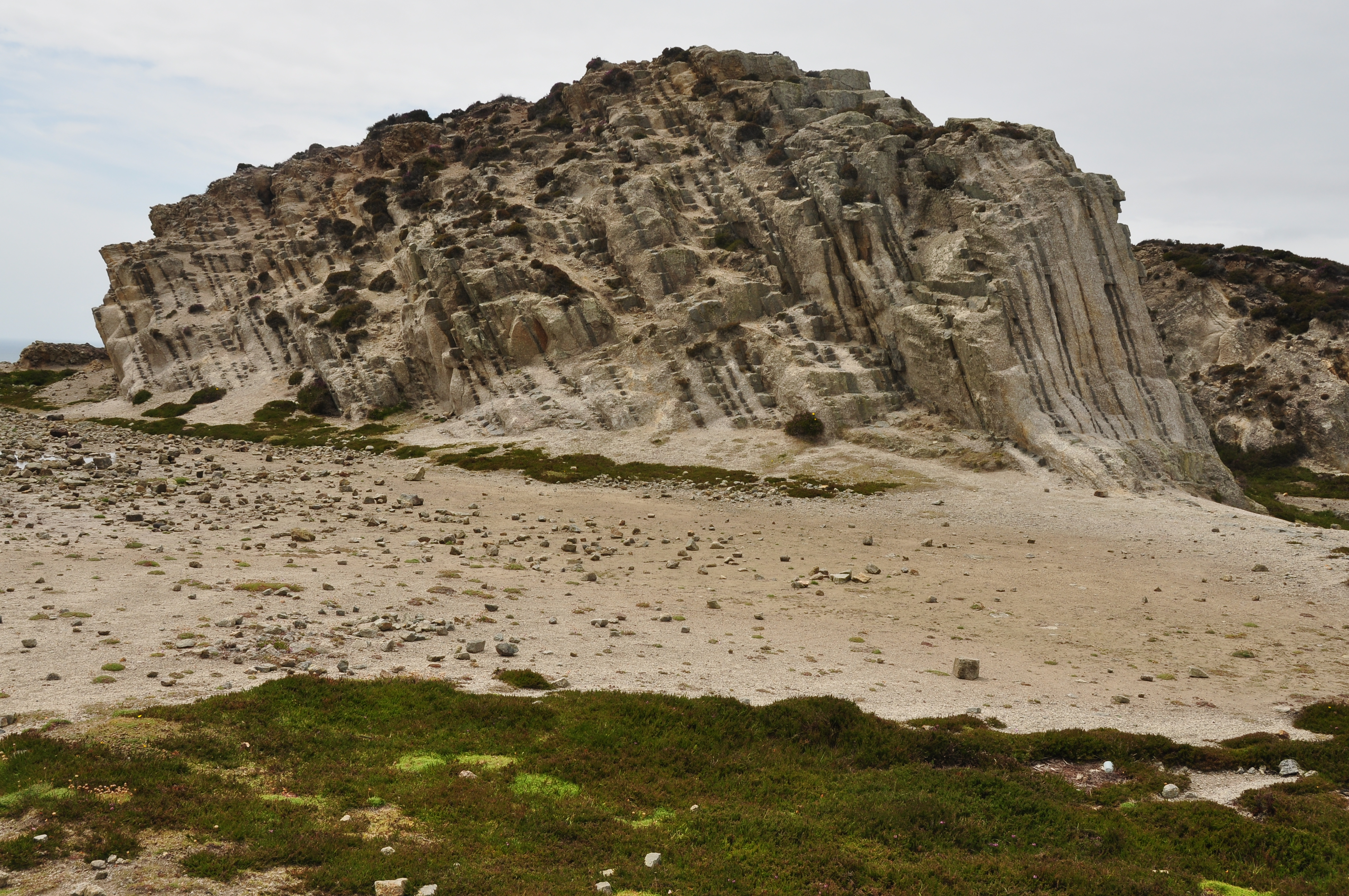
圖片